# Hélio Rubens Garcia
Hélio Rubens Garcia, (nacido el 2 de septiembre de 1941 en Franca, Brasil) es un jugador y entrenador brasileño de baloncesto. Consiguió ocho medallas en competiciones internacionales con Brasil, seis como jugador y dos como seleccionador.
Su carrera comenzó en el Franca Basquetebol Clube, donde permaneció hasta 1984. Como jugador, destacó en la Copa Mundial de Baloncesto de la FIBA, logrando medallas de bronce en 1967 y 1978, y siendo subcampeón en 1970. En los Juegos Panamericanos de 1971, ganó la medalla de oro.
Como técnico de la selección brasileña de baloncesto, estuvo al mando de 96 encuentros (con 64 victorias y 32 derrotas) en 12 competiciones oficiales, consiguiendo el título de campeón panamericano en los Juegos Panamericanos de 1999. En Brasil, obtuvo 14 campeonatos nacionales, convirtiéndose en el más exitoso en la Liga Brasileña de Baloncesto.
Se retiró en 2014.